# Andromède VI
Pour les articles homonymes, voir Pégase (galaxie naine).
Andromeda VI ou galaxie naine sphéroïdale de Pégase, souvent appelée en anglais Pegasus Dwarf Spheroidal et abrégée Peg dSph, est une galaxie naine sphéroïdale du Groupe local située dans la constellation de Pégase. Satellite de la galaxie d'Andromède, sa distance au Soleil est mal connue, mentionnée à 2,5 millions d'années-lumière (775 kpc) par une étude de 2006 mais évaluée plus récemment à environ 3,1 millions d'années-lumière (955 kpc).
Elle ne doit pas être confondue avec la galaxie naine irrégulière de Pégase, généralement abrégée « PegDIG » par les anglophones — pour Pegasus Dwarf Irregular Galaxy — et parfois désignée par DDO 216 pour éviter toute confusion.